# Határidő
A jogban a határidő ügyfelek között meghatározott időtartam, amely alatt bármikor, de legkésőbb annak lejártáig valamely cselekményt végre kell hajtani. A határidőhöz kapcsolódó fogalom a határnap, amelynek az időtartama a meghatározáskor még nem ismert, ezért pontos dátumot (órát, percet) határoznak meg az adott cselekmény megtörténtére (lefolytatására, lebonyolítására).

## Ügyfelek
Ügyfelek többfélék lehetnek a végrehajtandó cselekmény típusától függően. Az ügyfeleknek nevezzük hivatalos eljárás szempontjából azokat a jogi és nem jogi személyeket, akik a hivatal szolgáltatásait igénybe veszik. A polgári jogban az ügyfeleket felperesnek és alperesnek nevezik általában.

## Határidőtípusok
A határidőtípusokat szintén a végrehajtandó cselekmény fajtája határozza meg. A legismertebb határidőtípusok jogszabályokhoz, illetve az azokban meghatározott eljárások végrehajtásához kapcsolódnak. A teljesség igénye nélkül ezek az alábbiak lehetnek:
- közigazgatási határidő[4]
- fizetési határidő, amely lehet áru, szolgáltatás, munkabér, okmánybélyeg stb. fizetésének határideje
- tulajdonátruházási határidő,[5] amely kapcsolódhat a fizetési feltétel teljesítéséhez
- iratselejtezési határidő, amely más pl. a számviteli törvény hatálya alá tartozó dokumentumokra, és más lehet közigazgatási iratok esetén
- fogamzási határidő [6]

## Határidő számítása
A határidő-számítás minden jogi és nem jogi személyt az alapvető jogszabályok szerint illeti meg. A magyar törvénykezésben időrendben három törvény (polgári törvénykönyv, büntető törvénykönyv és a közigazgatási eljárásról szóló törvény) rendelkezik nagyjából és egészében hasonlóképpen a határidő-számításról. Fontos tudnia minden állampolgárnak, hogy közös szabály az, hogy ha a határidő utolsó napja munkaszüneti napra esik, a határidő csak az azt követő munkanapon jár le.